# Rudniki (gemeente)
De gemeente Rudniki is een landgemeente in het Poolse woiwodschap Opole, in powiat Oleski.
De zetel van de gemeente is in Rudniki.
Op 30 juni 2006, telde de gemeente 8547 inwoners.

## Oppervlakte gegevens
In 2002 bedroeg de totale oppervlakte van gemeente Rudniki 100,52 km², waarvan:
- agrarisch gebied: 89%
- bossen: 4%

De gemeente beslaat 10,32% van de totale oppervlakte van de powiat.

## Demografie
Stand op 30 juni 2006:
| Omschrijving                   | Totaal | Totaal | Vrouwen | Vrouwen | Mannen | Mannen |
| ------------------------------ | ------ | ------ | ------- | ------- | ------ | ------ |
| eenheid                        | aantal | %      | aantal  | %       | aantal | %      |
| inwoners                       | 8547   | 100    | 4388    | 51,3    | 4159   | 48,7   |
| bevolkingsdichtheid (inw./km²) | 85,0   | 85,0   | 43,6    | 43,6    | 41,4   | 41,4   |

In 2002 bedroeg het gemiddelde inkomen per inwoner 1378,14 zł.

## Administratieve plaatsen (sołectwo)
Bobrowa, Bugaj, Chwiły, Cieciułów, Dalachów, Faustianka, Janinów, Jaworek, Jaworzno, Jelonki, Julianpol, Kuźnica, Łazy, Młyny, Mirowszczyzna, Mostki, Odcinek, Porąbki, Rudniki, Słowików, Żytniów.

## Overige plaatsen
Banasiówka, Bliźniaki, Borek, Brzeziny Cieciułowskie, Hajdamaki, Ignachy, Jaworzno Bankowe, Kuźnica Żytniowska, Nowy Bugaj, Pieńki, Polesie, Stanki, Stary Bugaj, Stawki Cieciułowskie, Stawki Żytniowskie, Teodorówka, Wytoka, Żurawie.

## Aangrenzende gemeenten
Krzepice, Lipie, Pątnów, Praszka, Radłów